# Bert Roach
Bert Roach – amerykański aktor filmowy.

## Filmografia
- 1928: Człowiek z tłumu
- 1938: Algier
- 1946: Dziwna miłość Marthy Ivers